# 레이디스미스 블랙 맘바조
레이디스미스 블랙 맘바조(Ladysmith Black Mambazo)는 남아프리카 공화국의 남성 이시카타미야 및 음바베 코러스 그룹이다. 가수 폴 사이먼의 앨범 Graceland에 참여한 것으로 세계적으로 지명도를 얻었으며, 3개의 그래미상 등 다양한 상을 수상하였다.